# ジェーン・ブリッグス・ハート
ジェーン・ブリッグス・ハート（Jane Briggs Hart、1921年10月21日 - 2015年6月5日）は、アメリカ合衆国の飛行機操縦士である。1960年代には、男性の宇宙飛行士候補と同じ試験に合格した13人の女性たち「マーキュリー13」の一人となった。
2007年にはミシガン州女性の殿堂に殿堂入りした。

## 若年期
1921年10月21日にミシガン州デトロイトで生まれた。出生時の名前はジェーン・キャメロン・ブリッグス(Jane Cameron Briggs)で、愛称はジャニー(Janey)だった。父は実業家のウォルター・O・ブリッグスだった。
ニューヨークのマンハッタンビル大学を卒業した。その後1970年に、49歳でワシントンD.C.のジョージ・ワシントン大学から人類学の学士号を取得した。
1943年6月19日、弁護士のフィリップ・ハートと結婚した。2人の間には9人の子供が生まれたが、そのうち1人は幼児期に死亡した。

## 飛行士としての活動
ハートは、第二次世界大戦中に飛行機操縦士の免許を取得し、その後、ミシガン州の女性で初めてヘリコプターの操縦免許を取得した。
1960年代初頭、ハートはラブレス財団の「ウーマン・イン・スペース」プログラムの参加者に選ばれた。これは、NASAが男性宇宙飛行士の選抜のために行ったのと同じ試験を女性に課して宇宙飛行士としての適性を試験するための民間資金によるプロジェクトである。当時40歳のハートは、13人の合格者の中で最高齢だった。合格者たちは後にマーキュリー13と呼ばれるようになった。
マーキュリー13の試験が途中で中断された後、ハートはジェリー・コッブとともにジョン・F・ケネディ大統領に手紙を書き、リンドン・ジョンソン副大統領を訪問した。1962年7月17日と18日に下院科学・宇宙飛行委員会の特別小委員会で開かれた公聴会で2人は証言をした。

## 政治におけるキャリア
1958年に、夫のフィリップ・ハートは民主党員としてミシガン州選出の上院議員に当選し、1976年まで務めた。
夫と同様、ハートは政治に強い関心を持っていた。夫の政治運動に積極的に参加し、夫の選挙活動のために夫を載せて飛行機を操縦することもあった。自身も、ミシガン州オークランド郡民主党委員会の副委員長を務めた。また、全米女性組織の創設メンバーであり、ミシガン州バーミングハムの女性有権者連盟では理事や全国大会代表を務めた。
ハートは非協調主義者だという評判を得ていた。ハートはベトナム戦争にも積極的に反対し、上院議員である夫に気を遣わせることもあった。例えば、1969年秋、ペンタゴン前で行われた大規模な反戦デモで逮捕されたことがある。1972年には、「これ以上、爆弾や銃弾の購入に1ドルも貢献できない」と、連邦所得税の支払いを止める意向を表明した。しかし、夫のフィリップ・ハートは、妻の決断の多くに同意はしていなかったものの妻を揺るぎなく支えていた。

## その他の活動
ハートはヨットにも熱心に取り組んだ。ポートヒューロン＝マキノー・ボートレースに女性だけのチームで15回出場した。
夫の死後、ハートは、上院議員の妻として、また飛行士としての自身の人生を綴ったスクラップブック、写真、新聞記事の切り抜きなどを数箱、ミシガン大学に寄贈した。

## 死去
ハートは2015年6月5日、コネチカット州ウエストハートフォードにて、アルツハイマー病による合併症により93歳で死去した。
彼女を記念して、ジョージ・ワシントン大学の人類学部門に「ジェーン・B・ハート賞」が設立された。